# Dolophilodes intermedius
Dolophilodes intermedius är en nattsländeart som beskrevs av Douglas E. Kimmins 1955. Dolophilodes intermedius ingår i släktet Dolophilodes och familjen stengömmenattsländor. Inga underarter finns listade i Catalogue of Life.